# Seega (jogo)
Seega é um jogo de estratégia abstrato originário do Egito. Ele pode ser jogado em tabuleiros com casas na disposição 5x5, 7x7 ou 9x9. Outros nomes para o jogo incluem Seejeh, Siga, Sidjah.
O tabuleiro começa vazio, e os jogadores revezam colocando duas peças cada, exceto na casa central. Então, os jogadores movimentam suas peças, tentando cercar as peças do adversário para removê-las.
O jogo já foi descrito na literatura pelo menos desde 1836.

## Regras
O jogo é jogado por dois jogadores, um com peças claras e o outro com peças escuras. Ambos têm a mesma quantidade de peças, igual a metade do número de casas no tabuleiro menos uma casa. Portanto, se o tabuleiro tiver 25 casas, cada jogador tem 12 peças. Se o tabuleiro tiver 49 casas, cada jogador tem 24 peças. Alguns tabuleiros de Seega possuem um X ou outra marca na casa central.
Semelhante ao Yoté, o tabuleiro de Seega começa vazio, e os jogadores devem colocar suas peças onde quiserem.
O jogo tem duas etapas. Na primeira etapa, de posicionamento, os jogadores colocam as suas peças nas casas do tabuleiro, sendo proibido colocar uma peça na casa central. No seu turno, o jogador 1 deve colocar duas peças em casas vazias do tabuleiro. Em seguida, o jogador 2 deve fazer o mesmo. Os jogadores alternam o turno, colocando duas peças cada vez, até completar a colocação das peças.
Na segunda etapa, de movimentação, os jogadores movem suas peças e capturam as peças do adversário. A primeira jogada do jogador 1 deve ser mover uma peça para a casa central do tabuleiro. As peças podem ser movidas apenas uma casa por vez, e apenas na horizontal ou vertical, sem pular nenhuma peça.
Para capturar uma peça do adversário, o jogador deve mover uma de suas peças de tal maneira que uma peça do adversário fique "cercada" em um sentido (vertical ou horizontal). Por exemplo, se a movimentação de uma peça preta fizer com que uma peça branca tenha uma peça preta abaixo e acima dela (ou seja, a peça que acabou de ser movida e mais uma), ela será removida. O mesmo acontece se a peça branca tiver uma peça preta à direita e à esquerda dela. Se um jogador colocar a sua própria peça entre duas peças do adversário, nada acontece: capturas só podem ocorrer quando um jogador cerca as peças do adversário.
Após capturar uma peça do adversário, é permitido mexer novamente (a mesma peça ou outra) e realizar a captura de mais uma peça adversária, sucessivamente quantas vezes for possível.

### Variantes
Há diversas regras que descrevem o que ocorre se não for possível mover uma peça. Em uma variante, se um jogador não puder fazer nenhum movimento, ele passa a vez, e o adversário se move novamente. Em outra, o jogador que não conseguir se mover pode obrigar seu adversário a remover uma das próprias peças de tal maneira que o jogador possa fazer seu movimento. Em outra, o jogador que não conseguir mover suas peças perde o jogo, exceto se isso ocorrer logo após a primeira jogada do jogador 1. Ou seja, se após o jogador 1 se mover o jogador 2 ficar sem movimentos, o jogador 1 deve remover uma de suas peças adjacentes à peça que acabou de ser movida para que o jogador 2 possa se mexer. Em outra variante, nessa situação é o jogador 2 que escolhe qual peça do jogador 1 será removida.
Em algumas versões, perde o jogador que ficar com apenas uma peça no tabuleiro. Em outras o jogo só acaba quando um jogador perder todas as suas peças.
Há variantes em que as peças podem se mover na diagonal.[carece de fontes?]

## História

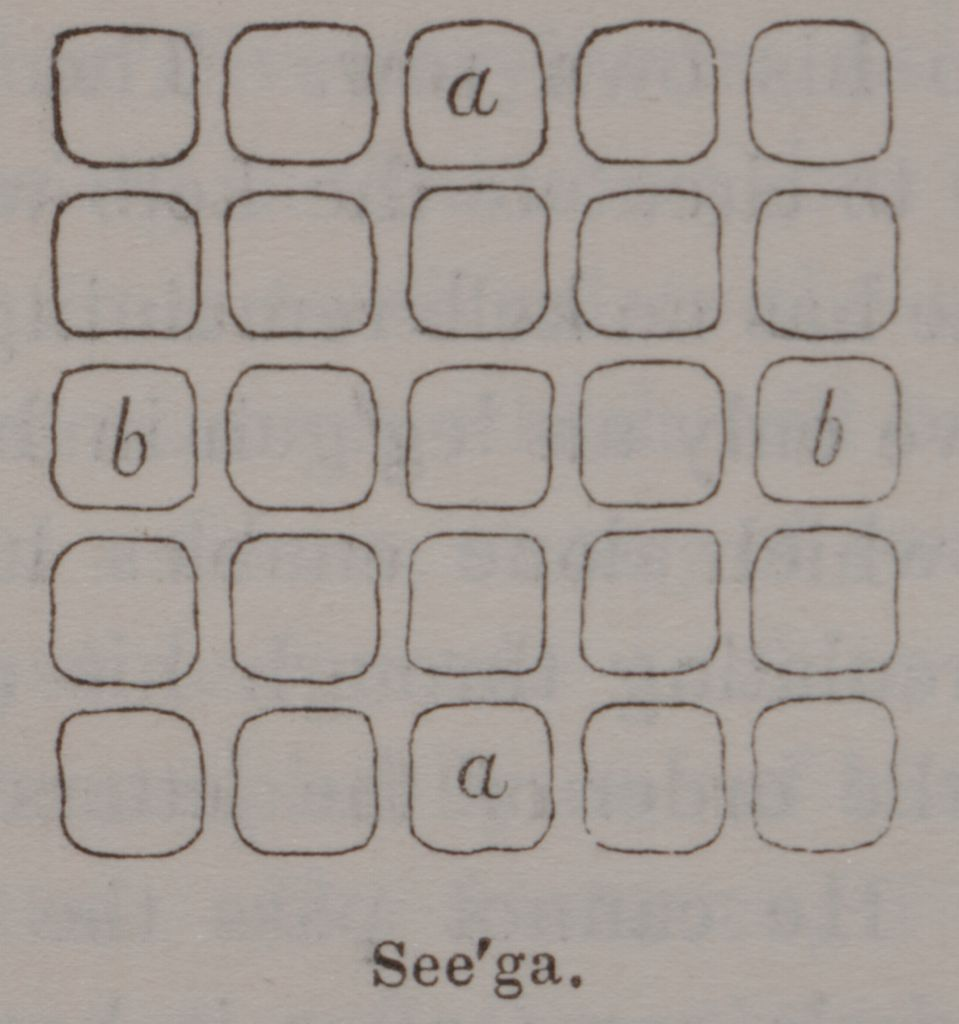
Desenho de tabuleiro de "khamsáwee seega" no livro de Lane. Segundo ele, o primeiro jogador deve fazer sua primeira jogada colocando peças nas casas demarcadas "a", e o segundo nas casas demarcadas "b". As jogadas seguintes são livres

O livro An Account Of The Manners And Customs Of The Modern Egyptians (1ª edição de 1936) de Edward William Lane menciona o jogo. Segundo ele, o jogo no tabuleiiro de 5x5 é o "khamsáwee seega", no tabuleiro de 7x7 é o "seb'áwee", e no tabuleiro de 9x9 é o "tisáwee". A primeira jogada de cada jogador é pré-determinada, como descrito na imagem. O jogo de Seega não deve ser confundido com o tabuleiro do jogo "táb", que é chamado de seega e tem quatro fileiras de nove a quinze casas.
Outro registro antigo do jogo de Seega na literatura é de 1890, publicado no Journal of American Folk-Lore. No artigo, H. Carrington Bolton relata estar acampado no Monte Sinai e assistir egípcios e beduinos jogando em buracos na areia. Bolton descreve as variantes com tabuleiros de 5x5, 7x7 ou 9x9 casas. Segundo ele, o jogo era chamado de "seegà", e as peças "kelb". O artigo relata ainda um jogo que Bolton teve com um amigo, descrito com uma notação algébrica semelhante à do xadrez, e descreve alguns aspectos da estratégia do jogo. Segundo Bolton, um conhecido relata ter visto referência ao jogo em um escrito de 1694, e conclui que o jogo deve ser ainda mais antigo. Bolton também menciona conhecer o livro de Lane.